# Аскалафові
Аскалафові (Ascalaphidae) — родина сітчастокрилих комах підряду Myrmeleontiformia. Містить близько 400 видів.

## Опис

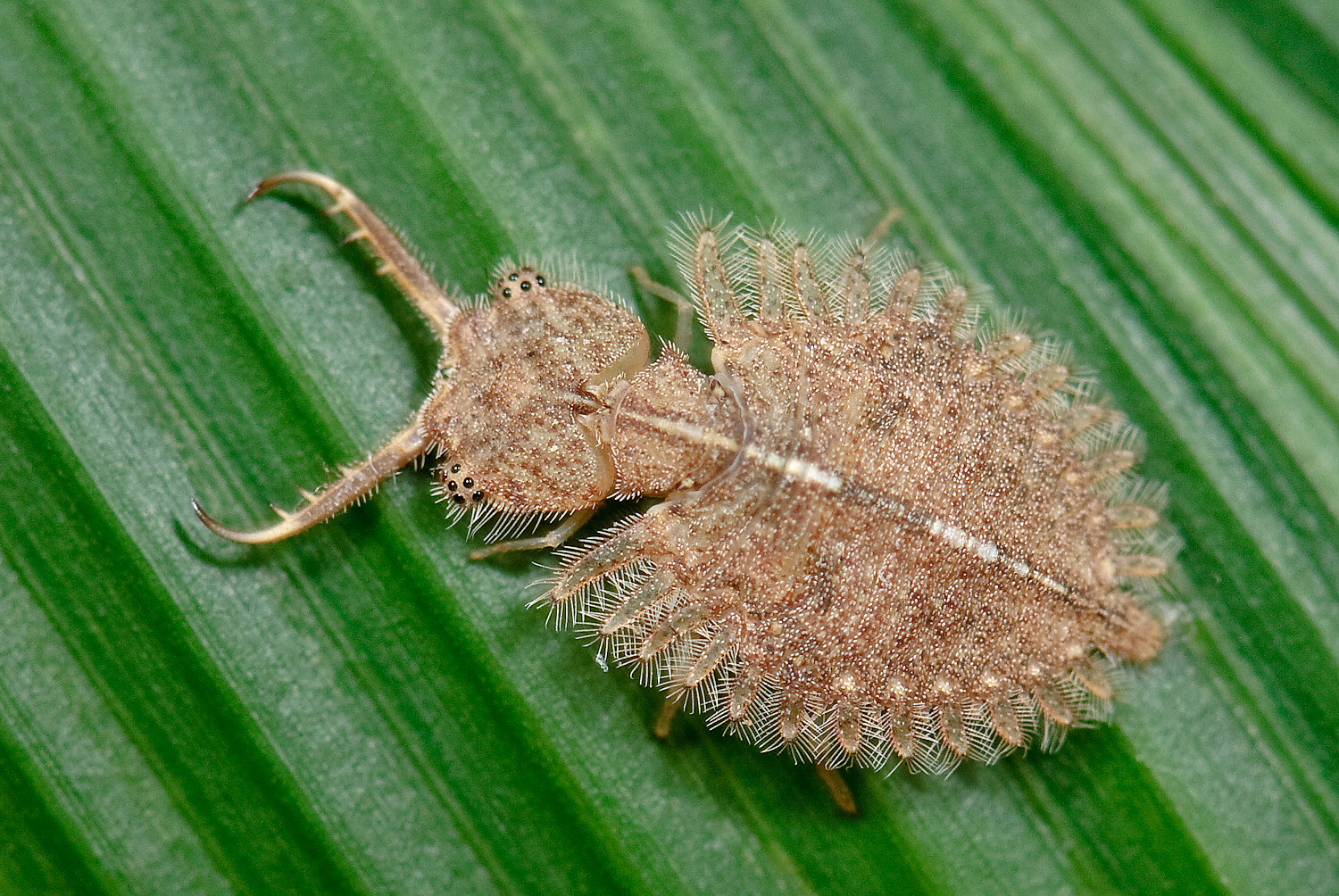
Личинка аскалафа

Аскалафи досить великі комахи. Зовні вони дуже схожі на мурашиних левів. Головна відмінність аскалафів — довгі, ниткоподібні вусики з булавою на кінчику; у мурашиних левів ж вони коротші і товсті. Довжина тіла досягає 25-30 мм, розмах крил — 35-55 мм. Помітний густий волосяний покрив торакса. У багатьох видів широкі плямисті крила, що надають їм схожість з метеликами. Великі фасеточні очі розділені надвоє.
Личинки також нагадують личинок мурашиних левів. Голова личинок аскалафів, на відміну від мурашиних левів, сердцеподібної форми, а на грудях і задній частині тіла з боків є невеликі нарости.

## Таксономія
Найближчими родичами аскалафів є мурашині леви (Myrmeleontidae) та викопна родина Babinskaiidae. Ці три родини складають найпрогресивнішу групу Neuroptera.

### Класифікація
- підродина Albardiinae
- підродина Ascalaphinae
- підродина Haplogleniinae
- incertae sedis
- Cordulecerus
  - Neulatus
  - Sodirus